# Зинченко, Борис Алексеевич
Борис Алексеевич Зинченко (14 октября 1924, Кагальник, Ростовская область — 30 ноября 2004) — советский деятель сельского хозяйства, председатель колхоза имени Ленина Зерноградского района Ростовской области; кандидат экономических наук.

## Биография
Родился 14 октября 1924 года в селе Кагальник Северо-Кавказского края, ныне Азовского района Ростовской области.
Участвовал в Великой Отечественной войне, имел боевые награды. После войны окончил Донской сельскохозяйственный институт (ныне Донской государственный аграрный университет). В 1949—1955 годах был председателем колхоза «Власть советов» Азовского района Ростовской области. В 1960—1964 годах — председателем колхоза «Победа» в этом же районе. С 16 февраля 1964 по 1 ноября 1995 года — председатель колхоза имени Ленина Зерноградского района Ростовской области. Под руководством Бориса Алексеевича колхоз стал крупной аграрной единицей, слава о котором в 1960—1980 годы вышла далеко за пределы Ростовской области.
Наряду с производственной, занимался общественной деятельностью — неоднократно избирался членом бюро Зерноградского райкома КПСС, был делегатом XIII Всесоюзного съезда колхозников (1988).
Являлся автором ряда статей:
- Создадим прочную кормовую базу. // Красное Приазовье. Азов, 1952. 9 мая. С. 3.
- Колхоз и школа. // Кадрам села — партийную заботу. М., 1977. С. 164—167.
- Все отрасли рентабельны. // Молот. Ростов н/Д, 1983. 20 февр. С. 2.
- Оплата труда. // Молот. Ростов н/Д, 1983. 18 дек. С. 2.
- Время инициативы. / беседу вел А. Рощупкин // Молот. Ростов н/Д, 1988. 21 мая. С. 1.

С ноября 1995 года Борис Алексеевич Зинченко находился на пенсии.
Умер 30 ноября 2004 года.
В 2007 году Б.А. Зинченко была установлена мраморная памятная доска на правлении колхоза.

## Награды
- Указом Президиума Верховного Совета СССР от 28 июня 1988 года за выдающиеся производственные достижения, большой личный вклад в развитие зернового хозяйства и решение социальных задач, Зинченко Борису Алексеевичу присвоено звание Героя Социалистического Труда с вручением ордена Ленина и золотой медали «Серп и Молот».
- Также был награждён ещё двумя орденами Ленина, орденами Октябрьской революции, Трудового Красного Знамени, Красной Звезды и Отечественной войны 2-й степени (1985), а также медалями, в числе которых «За отвагу», «За боевые заслуги», «За взятие Вены», «За победу над Германией в Великой Отечественной войне 1941—1945 гг.».[1]
- Заслуженный работник сельского хозяйства РСФСР.